# Manuel Bermejo Hernández
Manuel Bermejo Hernández (Plasencia, provincia de Cáceres, 26 de enero de 1936 - Madrid, 22 de septiembre de 2009) fue un político y empresario español.

## Biografía
Fue consejero y director gerente de la asociación Agroexpansión S. A. Entró en política en el Partido Demócrata Popular, formando parte del Comité Nacional y fue presidente de la Federación Extremeña. Más tarde, se incorporó a la Unión de Centro Democrático (UCD). En 1977 fue elegido diputado por Cáceres en el Congreso de los Diputados y reelegido en 1979. Participó en el proceso de construcción de Extremadura como comunidad autónoma, siendo nombrado el 8 de junio de 1979 vicepresidente primero para Asuntos Económicos y consejero de Agricultura en la Junta Regional de Extremadura bajo la presidencia de Luis Ramallo García. Tras la dimisión de éste en 1980, el día 22 de diciembre de 1980 fue proclamado Presidente de la Junta Regional de Extremadura, cargo que desempeñó hasta su dimisión el 27 de noviembre de 1982. Su salida del poder siempre fue elogiada por Juan Carlos Rodríguez Ibarra, quien reconoció que fue un traspaso de poderes impecable. Abandonó la política y se centró en el ámbito empresarial. Fue un gran aficionado a los toros y a los puros. Escribió varios libros, entre ellos la novela Los medieros y fue un gran promotor de la tauromaquia y de la producción del tabaco extremeño. El periodista Raimundo Castro dijo de él: "Era un hombre humilde, amable, defensor de todo lo extremeño. Daba gusto hablar con él".
En 1997 recibió la Medalla de Extremadura.
Falleció en Madrid el 22 de septiembre de 2009 tras una larga enfermedad.